# Sabrina Carpenter
Sabrina Annlynn Carpenter (Quakertown, Pennsylvania, 11. svibnja 1999.) američka je pjevačica i glumica. Prvu glumačku ulogu imala je u kriminalističkoj seriji Zakon i red: Odjel za žrtve 2011., a u stalnoj se ulozi pojavila u humorističnoj seriji The Goodwin Games dvije godine poslije. Stekla je popularnost kao glumica Disney Channela; pojavila se u glavnoj ulozi u humorističnoj seriji Djevojka susreće svijet (2014. – 2017.) i avanturističkom humorističnom filmu Dadiljine pustolovine (2016.). Otada je igrala glavnu ulogu u dugometražnim filmovima među kojima su Rogovi (2013.), Taj hejt u glavi (2018.), The Short History of the Long Road (2019.), Clouds (2020.) i Emergency (2022.), ali i Netflixove produkcije Visoka djevojka (2019.), Visoka djevojka 2 (2022.) i Work It (2020.). Izvršna je producentica potonjeg filma.
Godine 2014. potpisala je ugovor s Hollywood Recordsom i potom objavila debitantski singl „Can't Blame a Girl for Trying”, nakon čega je uslijedio istoimeni EP. Tog je desetljeća objavila studijske albume Eyes Wide Open (2015.), Evolution (2016.), Singular: Act I (2018.) i Singular: Act II (2019.). Tri njezina singla – „Almost Love”, „Sue Me” i „Alien” – pojavila su se na vrhu američke ljestvice Dance Club Songs. 
Godine 2021. potpisala je ugovor s Island Recordsom i objavila singl „Skin”, svoju prvu pjesmu koja se pojavila na ljestvici Billboard Hot 100. Njezin peti studijski album Emails I Can't Send (2022.) postao je njezin najuspješniji album na ljestvici Billboard 200, a podržali su ga uspješni singlovi „Nonsense” i „Feather”. Godine 2023. nastupala je prije Taylor Swift na njezinoj turneji the Eras Tour, a iduće je godine objavila singl „Espresso”, svoju prvu pjesmu koja je ušla u prvih deset mjesta na Billboardovoj ljestvici Hot 100.

## Rani život
Sabrina Annlynn Carpenter rođena je  11. svibnja 1999. u Quakertownu u Pennsylvaniji. Roditelji su joj David i Elizabeth Carpenter. Odrasla je u East Greenvilleu. Nećakinja je glumice Nancy Cartwright. Ima tri starije sestre i školovana je kod kuće. Kad joj je bilo deset godina, počela je postavljati svoje obrade pjesama Christine Aguilere i Adele na YouTube. Otac joj je sagradio studio za snimanje kako bi joj pomogao u bavljenju glazbom. Godine 2009. završila je na trećem mjestu natjecanja u pjevanju The Next Miley Cyrus Project, koji je organizirala Miley Cyrus.

## Karijera

### 2011. – 2015.: Početak glume iEyes Wide Open
Glumačku je karijeru započela 2011. gostujućom ulogom u kriminalističkoj seriji Zakon i red: Odjel za žrtve. U to je vrijeme  nastupila i na Gold Mango Audience Festivalu Hunan Broadcasting Systema, gdje je otpjevala „Something's Got a Hold on Me”. U ljeto 2012. dobila je stalnu ulogu u Foxovoj humorističnoj seriji The Goodwin Games. Pojavila se u filmu Rogovi (2013.) i snimila je pjesmu „Smile” za kompilaciju Disney Fairies: Faith, Trust, and Pixie Dust, nadahnutu Disneyjevim filmskim serijalom o Zvončici; pjesma se pojavila na ljestvici Radio Disneyja. Također je glumila Princezu Vivian u Sofiji Prvoj, a za tu je seriju također snimila pjesmu „All You Need” s Ariel Winter.
U siječnju 2013. Carpenter je dobila ulogu Maye Hart u seriji Djevojka susreće svijet, spin-offu serije Dječak upoznaje svijet. Za tu su seriju ukupno snimljene 72 epizode, a posljednja je prikazana 20. siječnja 2017. Carpenter je snimila tematsku pjesmu za tu seriju s glumicom Rowan Blanchard. Prije 2014. Carpenter je potpisala ugovor za snimanje pet albuma s diskografskom kućom Hollywood Records, koja je tada bila u Disneyjevu posjedu. U ožujku 2014. objavila je debitantski singl „Can't Blame a Girl for Trying”, napisan u suradnji s Meghan Trainor. Singl je dobio pozitivne kritike, a njezin istoimeni debitantski EP objavljen je u travnju 2014. U srpnju 2014. pjevala je na obradi pjesme „Do You Want to Build a Snowman?” grupe Disney Channel Circle of Stars. Također je snimila pjesmu „Stand Out” za film Disney Channela How to Build a Better Boy, koji je premijerno prikazan u kolovozu 2014. Iste je godine objavila prvi božićni singl „Silver Nights”.
U siječnju 2015. objavila je pjesmu „We'll Be the Stars” kao prvi singl s njezina debitantskog studijskog albuma Eyes Wide Open, koji je objavljen 14. travnja 2015. i koji je dosegao 43. mjesto na ljestvici Billboard 200. Riječ je o teen-pop-albumu s obilježjima pop folka. U prvom je tjednu objave prodan u više od 12 000 primjeraka. Dobio je pozitivne kritike i osvojio je dvije nagrade na dodjeli Radio Disney Music Awards. Uoči objave albuma izdan je drugi singl „Eyes Wide Open”. U kolovozu te godine nastupila je na izložbi obožavateljskog kluba D23. U prosincu je objavila drugi božićni singl „Christmas the Whole Year Round”.

### 2016. – 2017.:Evolution
U veljači 2016. objavila je singl „Smoke and Fire”. Pjesmu je iste godine otpjevala na dodjeli nagrada Radio Disney Music Awards. U lipnju 2016. pojavila se u glavnoj ulozi u filmu Dadiljine pustolovine sa Sofijom Carson. Obje su zajedno za film snimile tematsku pjesmu „Wildside”. Krajem te godine Carpenter se pojavila i u produkciji Pasadena Playhousea Peter Pan and Tinker Bell: A Pirate's Christmas. U kolovozu 2016. nastupila je na festivalu Musikfest. Također je posudila glas Melissi Chase u animiranoj seriji Milo Murphy's Law.
U listopadu 2016. objavila je drugi studijski album Evolution, koji je zauzeo 28. mjesto na ljestvici Billboard 200 jer je u prvom tjednu prodan u 13 000 primjeraka. Dvije pjesme s tog albuma objavljene su kao singlovi – „On Purpose” i „Thumbs”; prva je pjesma bila nominirana za nagradu Radio Disney Music Award, a druga je dosegla prvo mjesto na Billboardovoj ljestvici Bubbling Under Hot 100 i potom stekla platinastu nakladu u SAD-u. Album je podržala dodatnim dvama promidžbenim singlovima – „All We Have Is Love” i „Run and Hide”. Otpjevala je pjesmu „Thumbs” u emisijama The Today Show i Late Late Show with James Corden. U rujnu 2016. otišla je na svoju prvu koncertnu turneju Evolution Tour.
U ožujku 2017. otpjevala je tematsku pjesmu za emisiju Andi Mack Disney Channela. U svibnju te godine pojavila se na pjesmi „Hands” sa sastavom The Vamps i Mikeom Perryjem. Dva mjeseca poslije objavila je singl „Why”, koji je dobio pozitivne kritike i dosegao 21. mjesto na ljestvici Bubbling Under Hot 100, čime je postao njezin drugi singl uvršten na tu ljestvicu. Također je bio nominiran za nagradu Radio Disney Music Award. U ljeto te godine otišla je na drugu koncertnu turneju pod imenom The De-Tour. Također je nastupila prije Ariane Grande na njezinoj turneji Dangerous Woman Tour u São Paulu.
U prosincu je objavila obradu pjesme „Have Yourself a Merry Little Christmas”. Iste je godine objavila i obradu pjesme „Sign of the Times” s britanskom pjevačicom Jasmine Thompson i obradu „You're a Mean One, Mr. Grinch” s violinisticom Lindsey Stirling.

### 2018. – 2020.:Singulari filmske uloge
U ožujku 2018. gostovala je na pjesmi „Alien” Jonasa Bluea. Ta je pjesma dosegla prvo mjesto na američkoj ljestvici Dance Club Songs i dvanaesto mjesto na ljestvici Dance/Electronic Songs. Oboje su je izveli u emisiji Jimmy Kimmel Live!. Časopis Nylon u svibnju te godine uvrstio je Carpenter na popis „25 pripadnika generacije Z koji mijenjaju svijet”. U rujnu se pojavila u filmu Taj hejt u glavi, koji je utemeljen na istoimenu romanu.
Treći studijski album Singular: Act I, za koji je dobila pozitivne kritike, objavila je 9. studenoga 2018. Premda je to u početku trebao biti jedan album, Carpenter je izjavila da će biti izdan u dva dijela i da će drugi dio objaviti početkom 2019. S tog su albuma objavljena dva singla – „Almost Love” i „Sue Me” – a oba su dosegla prvo mjesto na američkoj ljestvici Dance Club Songs. Objavi uratka prethodila je objava još dvaju promidžbenih singlova – „Paris” i „Bad Time”. Podržala je album pojavom u emisijama The Today Show i Live with Kelly and Ryan.
U ožujku 2019. otišla je na treću koncertnu turneju Singular Tour. Istog je mjeseca s Farrukom gostovala na singlu Alana Walkera „On My Way”. Iste je godine odigrala glavnu ulogu u filmu The Short History of the Long Road, koji je premijerno prikazan na Tribeca Film Festivalu, a objavio ga je FilmRise. Dobio je pozitivne kritike, a njezina je uloga hvaljena.
Njezin četvrti studijski album Singular: Act II objavljen je 19. srpnja 2019. Dobio je pozitivne kritike, a pjesme na njemu oslanjaju se na osobnije teme kao što su tjeskoba i razmišljanje o sebi. Pjesme „Pushing 20”, „Exhale” i „In My Bed” objavljene su kao singlovi s tog albuma. Uradak je podržala nastupom u emisiji Good Morning America, a prije objave albuma izdala je promidžbeni singl „I'm Fakin”. U rujnu 2019. pojavila se u Netflixovu filmu Visoka djevojka. Također je odigrala ulogu u filmskoj adaptaciji romana The Distance From Me to You.
U veljači 2020. objavila je singl „Honeymoon Fades”, koji je dobio pozitivne kritike. Mjesec dana poslije prvi je put nastupila na Broadwayu; pojavila se u mjuziklu Mean Girls. Mjuzikl se prestao izvoditi usred mjeseca zbog pandemije koronavirusa. Dana 7. siječnja 2021. objavljeno je da se mjuzikl neće ponovno izvoditi na Broadwayu usprkos zdravstveno sigurnijim okolnostima. U svibnju 2020. otpjevala je pjesmu „Your Mother and Mine” u ABC-jevoj posebnoj televizijskoj emisiji The Disney Family Singalong Volume II. Igrala je stalnu ulogu u televizijskoj seriji Royalties, za koju je snimila pjesmu „Perfect Song”.
U srpnju 2020. objavila je singl „Let Me Move You” za Netflixov film Work It, u kojem se također pojavila u glavnoj ulozi i na kojem je radila kao izvršna producentica. Za ulogu u filmu dobila je uglavnom pozitivne kritike. U glazbu za film uvrštena je pjesma „Wow” Zare Larsson; Carpenter je gostovala na remiksanoj inačici te pjesme koja je objavljena u rujnu te godine. U listopadu je odigrala glavnu ulogu u filmu Clouds u produkciji platforme Disney+ čiji je scenarij utemeljen na životnoj priči Zacha Sobiecha. Također je pridonijela glazbi za taj film. U prosincu 2020. Forbes ju je uvrstio na popis 30 mlađih od 30 u kategoriji Hollywood i zabava.

### 2021. – danas:Emails I Can't SendiShort n' Sweet
U siječnju 2021. izjavila je da je potpisala ugovor s Island Recordsom u vlasništvu Universal Music Groupa. Prvi singl koji je objavila u suradnji s tim izdavačem jest „Skin”, koji je izdan 22. siječnja 2021. Ta se pjesma pojavila na 48. mjestu ljestvice Billboard Hot 100 i tako je postala njezina prva pjesma na toj ljestvici. Carpenter je potom izvela tu pjesmu u emisiji The Late Late Show with James Corden i na 32. dodjeli GLAAD-ovih medijskih nagrada. U rujnu 2021. pojavila se u trećem izdanju emisije Savage X Fenty Show Prime Videa.
Dana 9. rujna 2021. objavila je „Skinny Dipping”, glavni singl sa svojeg tada još neobjavljenog petog studijskog albuma. Idući singl „Fast Times” objavila je 18. veljače 2022. Istog se mjeseca pojavila u filmu Visoka djevojka 2. Glumila je i u trileru dramediji Emergency Amazon Studiosa koji se počeo prikazivati u svibnju 2022., a koji je premijerno prikazan u siječnju te godine na Sundance Film Festivalu.
Njezin peti studijski album Emails I Can't Sand objavljen je 15. srpnja 2022. i dosegao je 23. mjesto na ljestvici Billboard 200 nakon što je u prvome tjednu prodan u 18 000 primjeraka. Uradak je podržala singlovima „Vicious” i „Nonsense”. Dosegavši 56. mjesto na ljestvici Hot 100, „Nonsense” je stekao platinastu nakladu i ušao u prvih deset mjesta američke ljestvice Pop Airplay. U kolovozu 2022. Carpenter je najavila turneju Emails I Can't Send Tour, koja je počela mjesec dana poslije.
U ožujku 2023. objavljena je luksuzna inačica albuma Emails I Can't Send. „Feather”, jedna od dodatnih pjesama na tom izdanju, objavljena je kao posljednji singl s tog albuma u kolovozu 2023.; dosegao je prvo mjesto na američkoj ljestvici Pop Songs i 21. mjesto na ljestvici Hot 100. Tu je pjesmu otpjevala uoči dodjele MTV-jevih nagrada za video i glazbu i u posebnoj televizijskoj emisiji Dick Clark's New Year's Rockin' Eve na Silvestrovo 2023. U listopadu 2023. za tu je pjesmu objavljen glazbeni spot koji je izazvao podijeljene reakcije zbog scena snimljenih u katoličkoj crkvi Blažene Djevice Marije u Brooklynu. Carpenter je istaknula da je dobila dopuštenje za snimanje tih scena i dodala je da je „Isus bio drvodjelja (carpenter)”.
U lipnju 2023. najavljeno je da će Carpenter nastupati prije Taylor Swift na turneji the Eras Tour na nekoliko koncerata u Latinskoj Americi, Australiji i Singapuru od 2023. do 2024. Carpenter je posebno na Spotifyu objavila obradu Swiftine pjesme „I Knew You Were Trouble” i izjavila je da joj se „ostvario san iz djetinjstva” zbog nastupa prije Swift. Dana 17. studenoga 2023. objavila je EP božićne tematike pod imenom Fruitcake; na EP-u se nalazi i pjesma „A Nonsense Christmas” koja je objavljena godinu dana prije. U ožujku 2024. gostovala je na pjesmi „You Need Me Now?” norveške kantautorice Girl in Red.
Dana 11. travnja 2024. objavila je singl „Espresso”. Idućeg je dana nastupila na 23. izdanju festivala Coachella. „Espresso” je njezina prva pjesma koja je ušla u prvih deset mjesta na ljestvici Hot 100, na kojoj je dosegla četvrto mjesto.

## Glazbeni stil i utjecaji
Na početku karijere kritičari su je opisali kao pjevačicu „teen popa”. Carpenter se naknadno počela baviti pop-glazbom, a novinar Barry Pierce izjavio je u časopisu I.D. da nakon objave albuma Emails I Can't Send „s pravom može preuzeti titulu prave pop-zvijezde”. Komentirala je da joj je bilo teško nadići status Disney-zvijezde, a Pierce je istaknuo da je otad stekla veću autonomiju u radu. U intervjuu s Vogueom spomenula je da je u „ranijim pjesmama izrazila dio sebe koji tada nije smatrala autentičnim”. Vogueova novinarka Chelsea Sarabia pohvalila je njezine nastupe izjavivši dad „kao glazbenica i izvođačica [Carpenter] vlada čitavim spektrom ljudskih izraza kao da je to zasebno glazbalo”.
Njezini albumi sadrže obilježja folk popa, akustične glazbe, countryja, electropopa i housea. Na albumima poslije uratka Singular: Act I počela se baviti i žanrovima poput dance-popa, trapa, hip-hopa te R&B-ja. Izjavila je da njezina glazba sadrži „malo od svega”. U članku za American Songwriter Alex Hopper primijetila je da njezine pjesme obilježava pričanje priča. Carpenter je sopran.
Izjavila je da joj ritam i blues često nadahnjuje pjesme. Komentirala je da su na nju u glazbenom smislu najviše utjecale Christina Aguilera i Rihanna. Spomenula je i da joj je Aguilerina pjesma „Beautiful” pomogla „otkriti i razviti [vlastiti] glas” te da ju je nadahnuo Aguilerin glas. Kao osobe koje su joj bile rani glazbeni utjecaji navela je Arethu Franklin, Whitney Houston i Ettu James, a izjavila je i da su na njezin način pisanja pjesama utjecale Taylor Swift i Lorde. Dodala je da su je nadahnuli i nastupi i radinost Taylor Swift.

## Ostali projekti

### Proizvodi i sponzorstva
Godine 2017. sponzorirala je Converseovu kampanju Forever Chuck s Rowan Blanchard, Altonom Masonom i Coleom Sprouseom. Iduće je godine postala predstavnica marke Aéropostale. Godine 2021. postala je i predstavnica marke Samsung u SAD-u u sklopu programa partnerstva Team Galaxy. U ožujku 2022. nastupila je na Samsungovu događaju Galaxy Creator Collective. Nakon objave njezina albuma 2022. nastupila je i na Samsungovu i Billboardovu koncertu Summer of Galaxy koji se prenosio uživo.
U travnju 2024. sponzorirala je odjeću u Skimsovim kolekcijama Fits Everybody i Stretch Lace. Komentirala je da joj se „svidjela ženstvenost cijelog kreativnog osoblja” i da je „oduvijek voljela tu marku”.

#### Parfemi
U rujnu 2022. objavila je svoj prvi parfem u suradnji sa Scent Beautyjem pod imenom Sweet Tooth. Taj je parfem završio u finalu dodjela nagrada Frangrance Foundationa za parfem godine. Godine 2023. najavila je drugi parfem Caramel Dream.

### Filantropija i aktivizam
U svojoj je karijeri Carpenter aktivno podržavala dobrotvorne udruge. Godine 2016. postala je predstavnica Zaklade Ryan Seacrest i u njezino ime posjećivala dječje bolnice diljem SAD-a. Iste je godine objavu singla „Smoke and Fire” popratila prodajom robe, a sav je prihod donirala kampanji 2Steps2Minutes Američkoga crvenog križa koja je podizala svijest o važnosti protupožarne zaštite.
Godine 2017. nastupila je na priredbi We Day u Kaliforniji. Iste je godine sudjelovala u izazovu Love Letters DoSomethinga kojim se nastojala smanjiti izoliranost starijih građana. Carpenter podržava LGBT zajednicu; godine 2018. sudjelovala je u pisanju ljubavnih pisama toj zajednici koje je organizirao časopis Billboard. Izjavila je: „Kad [obožavatelji] dođu na moje koncerte sa zastavama ponosa i vrište stihove iz sve snage, nadam se da [ih] preplavi osjećaj ljubavi i sigurnosti.” U travnju 2020. uz ostale je glazbenike pjevala pjesmu „If the World Was Ending”; prihod stečen tom obradom doniran je Liječnicima bez granica tijekom pandemije koronavirusa.

## Privatni život
Od 2020. do 2021. bila je u vezi s glumcem Joshuom Bassettom. Od kraja 2023. u vezi je s irskim glumcem Barryjem Keoghanom.

## Diskografija
Studijski albumi
- Eyes Wide Open (2015.)
- Evolution (2016.)
- Singular: Act I (2018.)
- Singular: Act II (2019.)
- Emails I Can't Send (2022.)
- Short n' Sweet (2024.)

## Koncertne turneje

### Kao glavni izvođač
- Evolution Tour (2016. – 2017.)[168]
- The De-Tour (2017.)[169]
- Singular Tour (2019.)[170]
- Emails I Can't Send Tour (2022. – 2023.)[171]

### Kao potpora
- Ariana Grande – Dangerous Woman Tour (2017.)[172]
- The Vamps – Middle of the Night Tour (2017.)[173]
- Taylor Swift – The Eras Tour (2023. – 2024.)[119]

## Filmografija

### Filmovi
| Godina | Naslov                             | Uloga                  | Bilješke                     |
| ------ | ---------------------------------- | ---------------------- | ---------------------------- |
| 2012.  | Noobz                              | Brittney               |                              |
| 2013.  | Rogovi                             | Mlada Merrin           |                              |
| 2018.  | Taj hejt u glavi                   | Hailey                 |                              |
| 2019.  | The Short History of the Long Road | Nola                   |                              |
| 2019.  | Visoka djevojka                    | Harper Kreyman         |                              |
| 2020.  | Work It                            | Quinn Ackerman         | Također izvršna producentica |
| 2020.  | Clouds                             | Samantha „Sammy” Brown |                              |
| 2022.  | Visoka djevojka 2                  | Harper Kreyman         |                              |
| 2022.  | Emergency                          | Maddy                  |                              |

### Televizija
| Godina        | Naslov                                 | Uloga               | Bilješke                                                                     |
| ------------- | -------------------------------------- | ------------------- | ---------------------------------------------------------------------------- |
| 2011.         | Zakon i red: Odjel za žrtve            | Paula               | Epizoda: „Opsjednuta”                                                        |
| 2012.         | Phineas i Ferb                         | Djevojka            | Glasovna uloga; epizode: „What a Croc!”, „Ferb TV”                           |
| 2012.         | Gulliver Quinn                         | Iris                | Televizijski film                                                            |
| 2012.         | The Unprofessional                     | Harper              | Televizijski film                                                            |
| 2013. – 2018. | Sofija Prva                            | Princeza Vivian     | Stalna glasovna uloga; 13 epizoda                                            |
| 2013.         | The Goodwin Games                      | Mlada Chloe Goodwin | Stalna uloga; 5 epizoda                                                      |
| 2013.         | Narančasta je nova crna                | Jessica Wedge       | Epizoda: „Fucksgiving”                                                       |
| 2013.         | Austin & Ally                          | Lucy                | Epizoda: „Moon Week & Mentors”                                               |
| 2014. – 2017. | Djevojka susreće svijet                | Maya Hart           | Glavna uloga                                                                 |
| 2015.         | Radio Disney Family Holiday            | Ona sama            | Posebna televizijska serija; voditeljica                                     |
| 2016.         | Wander Over Yonder                     | Melodie             | Glasovna uloga; epizoda: „Legenda”                                           |
| 2016.         | Walk the Prank                         | Ona sama            | Epizoda: „Adventures in Babysitting”                                         |
| 2016.         | Dadiljine pustolovine                  | Jenny Parker        | Originalni film Disney Channela                                              |
| 2016. – 2019. | Milo Murphy's Law                      | Melissa Chase       | Glavna glasovna uloga                                                        |
| 2017.         | Soy Luna                               | Ona sama            | 138. i 139. epizoda                                                          |
| 2018.         | So Close                               | Jessica             | Neemitirana prva epizoda                                                     |
| 2018.         | Mickey and the Roadster Racers         | Nina Glitter        | Glasovna uloga; epizoda: „Super-Charged: Pop Star Helpers”                   |
| 2020.         | Jesam te!                              | Ona sama            | Epizoda: „Rat Trap with Sabrina Carpenter”                                   |
| 2020.         | The Disney Family Singalong: Volume II | Ona sama            | Posebna televizijska emisija                                                 |
| 2020.         | Royalties                              | Bailey Rouge        | Epizode: „Also You”, „I Hate That I Need You” i „Perfect Song”               |
| 2024          | Saturday Night Live                    | Ona sama            | Glazbena gošća u 20. epizodi 49. sezone: „Jake Gyllenhaal/Sabrina Carpenter” |

### Kazalište i mjuzikli
| Godina | Produkcija                                      | Uloga         | Mjesto                | Kategorija |
| ------ | ----------------------------------------------- | ------------- | --------------------- | ---------- |
| 2015.  | Peter Pan and Tinker Bell: A Pirate's Christmas | Wendy Darling | Pasadena Playhouse    | U regiji   |
| 2020.  | Mean Girls                                      | Cady Heron    | August Wilson Theatre | Broadway   |

## Nagrade i nominacije
| Organizacija                  | Godina | Kategorija                     | Nominacija                         | Ishod      |
| ----------------------------- | ------ | ------------------------------ | ---------------------------------- | ---------- |
| BMI Pop Awards                | 2024.  | Najizvođenija pjesma godine    | „Cupid” (engleska inačica)         | Pobjeda    |
| BMI Pop Awards                | 2024.  | Najizvođenija pjesma godine    | „Nonsense”                         | Pobjeda    |
| BreakTudove nagrade           | 2018.  | Glazbenik u usponu             | Ona sama                           | Nominacija |
| BreakTudove nagrade           | 2019.  | Međunarodni uspjeh             | „Pocket Show Universal”            | Nominacija |
| BreakTudove nagrade           | 2020.  | Najbolja popratna glazba       | „Let Me Move You”                  | Nominacija |
| Nagrade Fragrance Foundationa | 2023.  | Parfem godine – popularno      | „Sweet Tooth”                      | Uži izbor  |
| Gold Derby Music Awards       | 2024.  | Najbolji novi glazbenik        | Ona sama                           | Pobjeda    |
| iHeartRadio Music Awards      | 2019.  | Najslađi ljubimac glazbenika   | Goodwin                            | Nominacija |
| iHeartRadio Music Awards      | 2024.  | Najbolji stihovi               | „Nonsense”                         | Nominacija |
| iHeartRadio Music Awards      | 2024.  | Omiljeni stil na turneji       | Ona sama                           | Nominacija |
| MTV Europe Music Awards       | 2023.  | Najodaniji obožavatelji        | Ona sama                           | Nominacija |
| Radio Disney Music Awards     | 2015.  | Najbolja pjesma za zaljubljene | „Can't Blame a Girl for Trying”    | Pobjeda    |
| Radio Disney Music Awards     | 2016.  | Najbolja himna                 | „Eyes Wide Open”                   | Pobjeda    |
| Radio Disney Music Awards     | 2017.  | Najbolja pjesma za zaljubljene | „On Purpose”                       | Nominacija |
| Radio Disney Music Awards     | 2018.  | Najbolja pjesma za zaljubljene | „Why”                              | Nominacija |
| SCAD Savannah Film Festival   | 2019.  | Najbolja izvedba               | The Short History of the Long Road | Pobjeda    |
| UK Official Charts Awards     | 2024.  | Pjesma broj jedan              | „Espresso”                         | Pobjeda    |
| Variety Hitmakers             | 2023.  | Nagrada za zvijezdu u usponu   | Ona sama                           | Pobjeda    |